# باك ماكنير
باك ماكنير هو عسكري كندي، ولد في 15 مايو 1919 في Springfield, Nova Scotia ‏ في كندا، وتوفي في 15 يناير 1971 في لندن في المملكة المتحدة بسبب ابيضاض الدم.